# Fishermen’s Protective Union
Pour les articles homonymes, voir FPU.
Le Fisherman’s Protective Union ou FPU (Union de protection des pêcheurs) était un syndicat de pêcheurs de Terre-Neuve, fondé en 1908 par William Ford Coaker.